# Tim Wellens
Tim Wellens (* 10. Mai 1991 in Sint-Truiden) ist ein belgischer Radrennfahrer.

## Werdegang
Tim Wellens, dessen Vater Leo Wellens, Bruder Yannick Wellens und seine beiden Onkel Johan und Paul Wellens ebenfalls Radsportler waren, widmete sich zunächst dem Mountainbikerennen und wurde 2008 belgischer Juniorenmeister im Cross Country. Auf der Straße konnte Wellens in der Junioren-Klasse im Jahr 2009 bei Liège-La Gleize und der Kroz-Istru-Rundfahrt seine ersten Etappensiege feiern.
Mit dem Aufstieg in die Klasse U23 nahm Wellens im Jahr 2011 erstmals an der Tour de l’Avenir teil, die er als 15. der Gesamtwertung beendete. Im Jahr 2012 wurde er Mitglied in der Lotto-Belisol U23 Mannschaft, die als Farmteam des UCI ProTeams Lotto-Belisol fungierte. Tim Wellens gewann die Nachwuchswertung des Circuit des Ardennes und wurde hinter dem Italiener Fabio Aru Zweiter des Etappenrennens Toscana-Terra di ciclismo. Aufgrund seiner Leistungen wurde er mit 1. Juli ins UCI ProTeam aufgenommen und gab sein Debüt bei der Tour de Wallonie, ehe er für die belgische Nationalmannschaft ein zweites Mal an der Tour de l’Avenir an den Start ging. Nachdem er die französische Nachwuchsrundfahrt auf dem zehnten Gesamtrang beendet hatte, bestritt er mit dem Grand Prix Cycliste de Québec, Grand Prix Cycliste de Montréal und der Lombardei-Rundfahrt drei Eintagesrennen der UCI WorldTour. Am Ende der Saison ging er bei der Tour of Beijing an den Start und belegte den zehnten Gesamtrang.
Nach einer sieglosen Saison des Jahres 2013 gab Tim Wellens beim Giro d’Italia 2014 sein Grand-Tour-Debüt. Auf zwei Etappen belegte er den Zweiten Platz und beendete die Italien-Rundfahrt schließlich auf dem 54. Gesamtrang. Gegen Ende der Saison gewann Wellens mit der Eneco Tour ein Etappenrennen der UCI WorldTour, die die höchste Rennserie im Straßenradsport darstellte. Seinem Gesamtsieg ging ein Etappensieg voraus, den der 23-jährige Belgier nach einem zehn Kilometer langen Solo einfuhr. Sein letztes Rennen der Saison 2014 bestritt Wellens bei der Lombardei-Rundfahrt, wo er im Sprint als Vierter nur knapp das Podium verpasste. Nach dem zehnten Gesamtrang bei Paris–Nizza 2015 nahm Tim Wellens die Ardennen-Klassiker in Angriff, ehe er bei der Tour de France 2015 an den Start ging. Bei dieser konnte er als 129. der Gesamtwertung jedoch nicht überzeugen. Am Ende der Saison wiederholte Wellens seinen Vorjahressieg bei der Eneco Tour und gewann mit dem Grand Prix Cycliste de Montréal erstmals eine Eintagesrennen der UCI WorldTour.
Im Jahr 2016 gewann Tim Wellens die anspruchsvolle Abschlussetappe von Paris–Nizza und wurde Zehnter beim Amstel Gold Race. Beim Giro d’Italia 2016 feierte er seinen ersten Grand Tour-Etappensieg, als er auf der 6. Etappe in die Ausreißergruppe ging. Mit der Polen-Rundfahrt entschied er im selben Jahr eine weitere Rundfahrt der UCI WorldTour für sich, wobei er auch eine Etappe und die Bergwertung gewann. Bei den Olympischen Spielen von Rio de Janeiro vertrat er zudem die belgische Nationalmannschaft. Nach den Erfolgen des Vorjahres, startete Tim Wellens mit Siegen bei der Mallorca Challenge in die Saison 2017, ehe er auch eine Etappe der Andalusien-Rundfahrt gewann. Bei der Strade Bianche belegte stand er kurz darauf als Dritter hinter Michał Kwiatkowski und Greg Van Avermaet auf dem Podium. Die anschließende Tour de France 2017 gab er auf, nachdem er durch eine Allergie geschwächt wurde. Eine ausnahmsweise über eine Therapeutic Use Exemption zulässige Behandlung mit einem Medikament, welches als Dopingmittel gelistet ist, lehnte er ab. Am Ende der Saison gewann er eine Etappe der BinckBank Tour (ehemals Eneco Tour) und den Grand Prix de Wallonie, ehe er die Gesamtwertung und eine Etappe der Tour of Guangxi für sich entschied. Auch im Jahr 2018 startete Tim Wellens mit mehreren Siegen in die Saison, als er die Trofeo Serra de Tramuntana, sowie die Gesamtwertung und eine Etappe der Andalusien-Rundfahrt gewann. Im Anschluss folgte der fünfte Gesamtrang bei Paris–Nizza, wobei er sich bei der Fernfahrt die Punktewertung sicherte. Zum Auftakt der Ardennen-Klassiker triumphierte Wellens beim Pfeil von Brabant und beendete in den nachfolgenden Tagen auch das Amstel Gold Race und den Flèche Wallonne in den Top 10. Bei Lüttich–Bastogne–Lüttich belegte er den 16. Rang, ehe er neuerlich den Giro d’Italia in Angriff nahm. Auf der 4. Etappe setzte sich der zwischenzeitlich 26-jährige Belgier im Sprint aus einer kleinen Gruppe durch und erzielte somit seinen zweiten Etappenerfolg bei der Italien-Rundfahrt. Am Ende der Saison gewann Wellens die Gesamtwertung der Tour de Wallonie und wurde Gesamtdritter der BinckBank-Tour. Bei der Bretagne Classic Ouest-France stand er als Dritter auf dem Podium, ehe er zum Jahresabschluss Fünfter der Lombardei-Rundfahrt wurde.

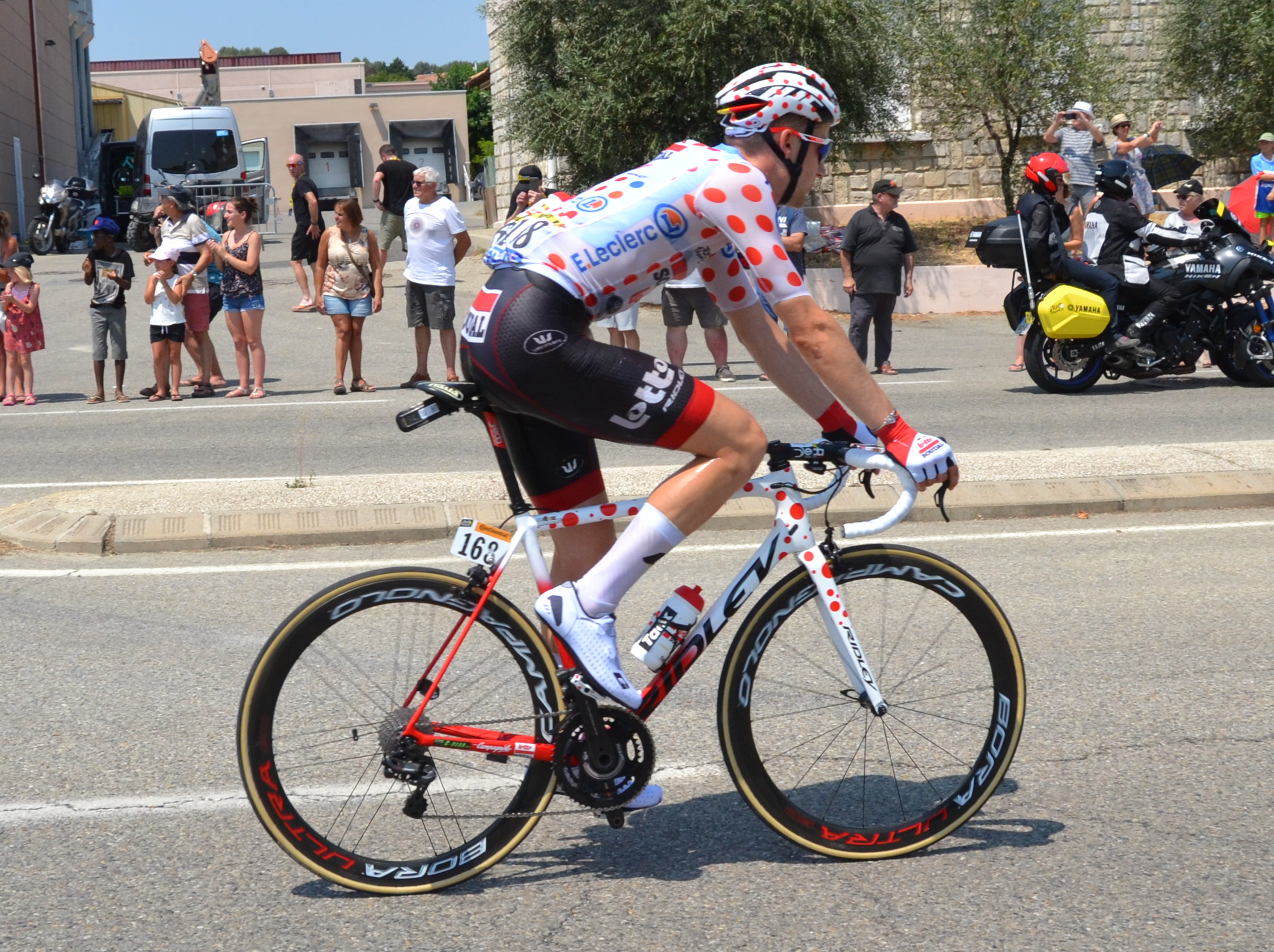
Tim Wellens im Bergtrikot bei der Tour de France 2019

Im Jahr 2019 gewann Tim Wellens mit der Trofeo de Tramuntana ein weiteres Rennen der Mallorca Challenge und sicherte sich nach zwei Etappensiegen die Punktewertung der Andalusien-Rundfahrt. Danach stand er als Dritter auf dem Podium des Omloop Het Nieuwsblad, wurde Zehnter der Strade Bianche und Elfter bei Lüttich–Bastogne–Lüttich. Nachdem er bei der Tour de France 2019 für 15 Tage das Bergtrikot getragen hatte, gewann er das Einzelzeitfahren der BinckBank-Tour und überzeugte mit Top-Resultaten beim Grand Prix Cycliste de Québec und Grand Prix Cycliste de Montréal. Im Jahr 2020, das maßgeblich von der COVID-19-Pandemie beeinflusst wurde, bestritt Wellens deutlich weniger Wettkämpfe, feierte jedoch am Ende der Saison bei der Vuelta a España 2020 zwei Etappensiege. Beide Male setzte er sich damals im Sprint der Ausreißergruppe durch. In den beiden nachfolgenden Jahren konnte der Belgier nicht ganz an seine früheren Leistungen anschließen, wenngleich er eine Etappe und die Gesamtwertung des Étoile de Bessèges 2021 gewann. In der Saison 2022 fuhr Wellens seine einzigen Erfolge bei der Mallorca Challenge und Tour des Alpes-Maritimes et du Var ein. Die Belgien-Rundfahrt des Jahres 2022 beendete er zeitgleich mit dem Schweizer Mauro Schmid, dem der Sieg aufgrund der Zeitdifferenz im Einzelzeitfahren zugeschrieben wurde.
Nach mehr als zehn Jahren bei der belgischen Lotto Soudal-Mannschaft (früher Lotto-Belisol) wechselte der mittlerweile 31-jährige Tim Wellens zum UAE Team Emirates, wo er im Frühjahr mehrere Rennen an der Seite von Tadej Pogačar bestritt. Weiters legte der Belgier seinen Fokus vermehrt auf die belgischen Frühjahresklassiker und wurde als Teil einer starken Fluchtgruppe Fünfter bei Kuurne–Brüssel–Kuurne. Am Ende der Saison gewann er zum dritten Mal die Gesamtwertung der Renewi Tour, die er auch in den Jahren 2014 und 2015 für sich entschieden hatte. Im Jahr 2024 präsentierte sich Tim Wellens als einer der stärksten Fahrer beim Omloop Het Nieuwsblad, ehe er sich tags drauf bei Kuurne–Brüssel–Kuurne im Sprint einer drei Fahrer umfassenden Gruppe nur Wout van Aert geschlagen geben musste.

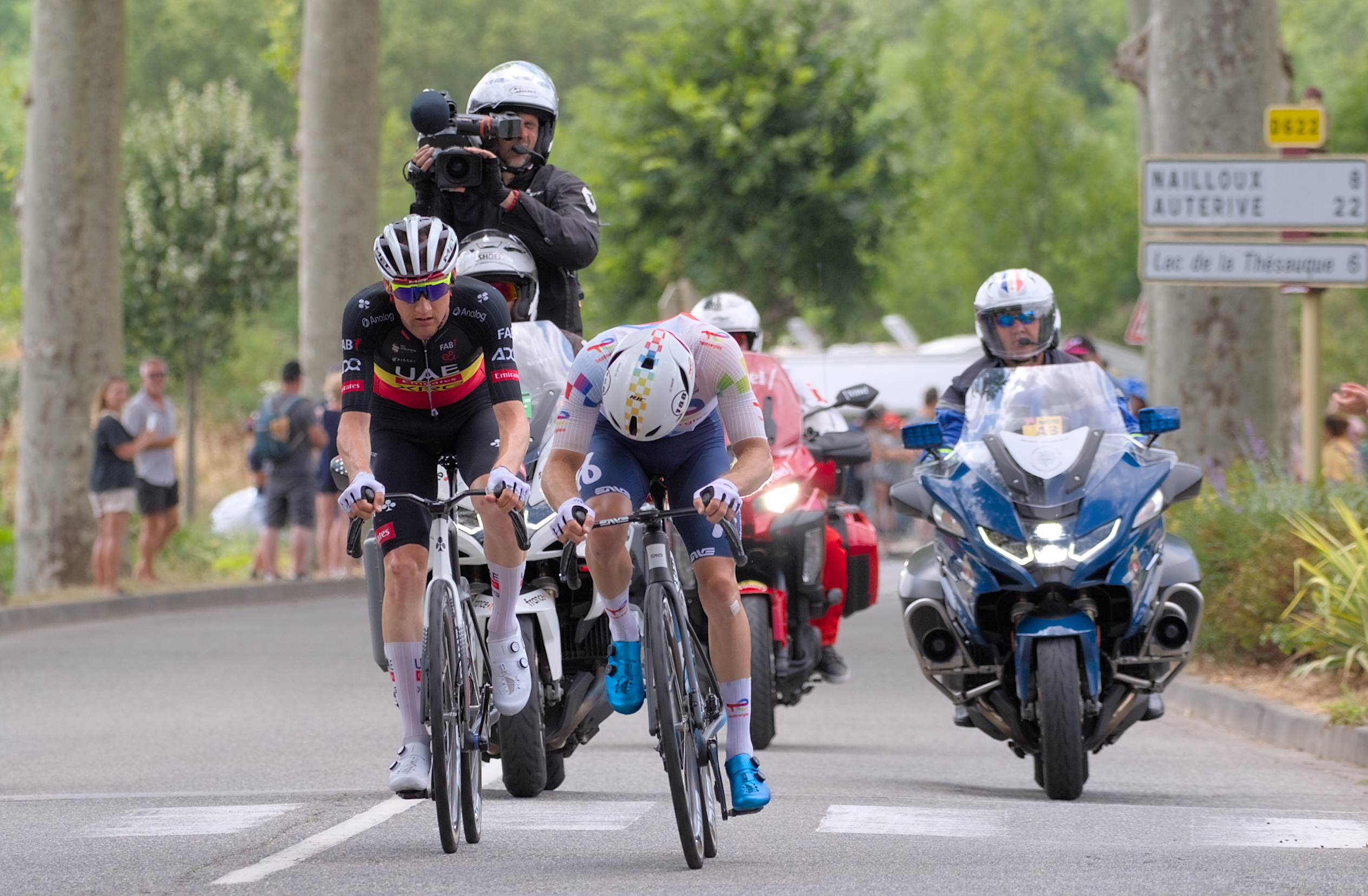
Tim Wellens bei 15. Etappe der Tour de France 2025

Zu der Tour de France 2025 reiste Tim Wellens in einer Helferrolle für den Topfavoriten Tadej Pogačar. Trotzdem konnte er eigene Akzente setzen. Er trug zeitweise das Bergtrikot nach der dritten sowie von der sechsten bis zur neunten Etappe und gewann die 15. Etappe. 43 km vor dem Ziel konnte er sich aus einer größeren Fluchtgruppe absetzen und in einer langen Flucht im Solo einen Vorsprung von 1:28 min in das Ziel in Carcassonne retten.

## Diverses
Im Oktober 2018 sorgte Wellens gemeinsam mit seinem Teamkameraden Thomas De Gendt für Aufsehen, als sich die beiden Radrennfahrer entschlossen, nach dem letzten großen Rennen der Saison, der Lombardei-Rundfahrt, per Fahrrad zurück nach Belgien zu fahren. Für die rund 1000 Kilometer lange Tour unter dem Motto „The Final Breakaway“ benötigten sie sechs Tage.

## Erfolge

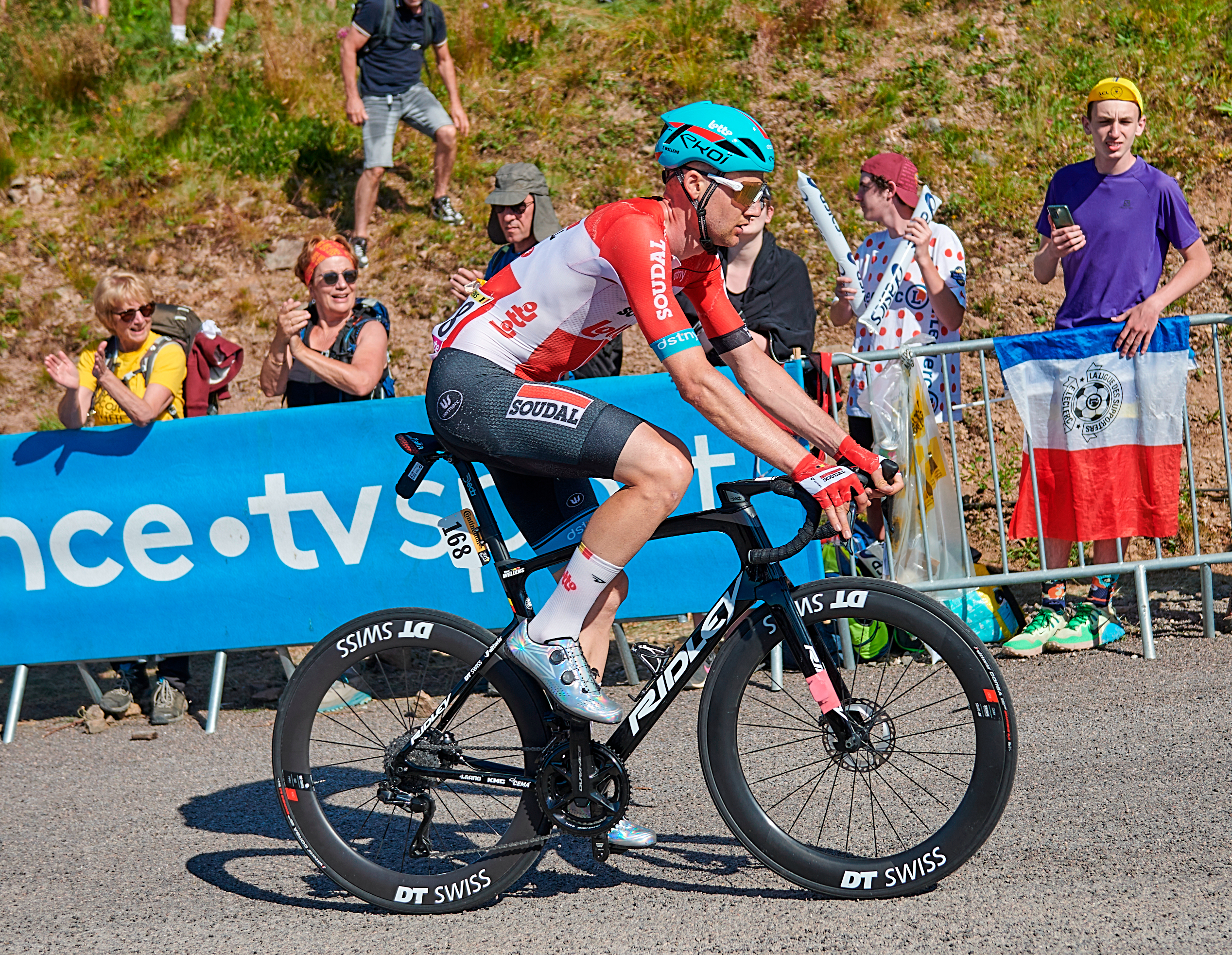
Tim Wellens bei 7. Etappe der Tour de France 2022

2008
- Belgischer Meister – MTB-Cross-Country (Junioren)

2014
- Gesamtwertung und eine Etappe Eneco Tour

2015
- Gesamtwertung und eine Etappe Eneco Tour
- Grand Prix Cycliste de Montréal

2016
- eine Etappe Paris–Nizza
- eine Etappe Giro d’Italia
- Belgische Meisterschaft – Straßenrennen
- Gesamtwertung, eine Etappe und Bergwertung Tour de Pologne

2017
- Trofeo Serra de Tramuntana
- Trofeo Andratx-Mirador d´Es Colomer
- eine Etappe Ruta del Sol
- eine Etappe BinckBank Tour
- Grand Prix de Wallonie
- Gesamtwertung und eine Etappe Tour of Guangxi

2018
- Trofeo Serra de Tramuntana
- Gesamtwertung und eine Etappe Andalusien-Rundfahrt
- Punktewertung Paris–Nizza
- Pfeil von Brabant
- eine Etappe Giro d’Italia
- Gesamtwertung und eine Etappe Tour de Wallonie

2019
- Trofeo Serra de Tramuntana
- zwei Etappen und Punktewertung Andalusien-Rundfahrt
- eine Etappe Belgien-Rundfahrt
- eine Etappe BinckBank Tour

2020
- zwei Etappen Vuelta a España

2021
- Gesamtwertung und eine Etappe Étoile de Bessèges

2022
- Trofeo Serra de Tramuntana
- eine Etappe Tour des Alpes-Maritimes et du Var

2023
- Gesamtwertung Benelux Tour

2024
- Belgischer Meister – Einzelzeitfahren

2025
- Belgischer Meister – Straßenrennen
- eine Etappe Tour de France

## Wichtige Platzierungen
| Grand Tour            | 2014 | 2015 | 2014 | 2015 | 2016 | 2017 | 2018 | 2019 | 2020 | 2021 | 2022 | 2023 | 2024 | 2025 |
| --------------------- | ---- | ---- | ---- | ---- | ---- | ---- | ---- | ---- | ---- | ---- | ---- | ---- | ---- | ---- |
| Giro d’ItaliaGiro     | 54   | –    | 54   | –    | 96   | –    | DNF  | –    | –    | –    | –    | –    | –    | –    |
| Tour de FranceTour    | –    | 129  | –    | 129  | –    | DNF  | –    | 94   | –    | –    | DNF  | –    | 80   | 37   |
| Vuelta a EspañaVuelta | –    | –    | –    | –    | –    | –    | –    | –    | 78   | –    | –    | –    | –    |      |

| Weltmeisterschaft        | 2012 | 2013 | 2014 | 2015 | 2016 | 2017 | 2018 | 2019 | 2020 | 2021 | 2022 | 2023 | 2024 |
| ------------------------ | ---- | ---- | ---- | ---- | ---- | ---- | ---- | ---- | ---- | ---- | ---- | ---- | ---- |
| StraßenrennenStraße      | –    | –    | DNF  | –    |      | 110  | 68   | 35   | 39   | –    | –    | –    | DNF  |
| EinzelzeitfahrenEZF      | –    | –    | –    | –    | –    | –    | –    | –    | –    | –    | –    | –    | –    |
| MannschaftszeitfahrenMZF | –    | –    | –    | 7    | –    | –    | –    | –    | –    | –    | –    | –    | –    |

| Monument                 | 2012 | 2013 | 2014 | 2015 | 2016 | 2017 | 2018 | 2019 | 2020 | 2021 | 2022 | 2023 | 2024 | 2025 |
| ------------------------ | ---- | ---- | ---- | ---- | ---- | ---- | ---- | ---- | ---- | ---- | ---- | ---- | ---- | ---- |
| Mailand–Sanremo          | –    | –    | –    | –    | –    | 18   | –    | –    | –    | 78   | –    | 67   | 56   | 106  |
| Flandern-Rundfahrt       | –    | –    | –    | –    | –    | –    | –    | 34   | –    | 25   | 43   | DNF  | 12   | DNF  |
| Paris–Roubaix            | –    | –    | –    | –    | –    | –    | –    | –    | –    | –    | –    | –    | 15   | DNF  |
| Lüttich–Bastogne–Lüttich | –    | DNF  | 43   | 93   | 48   | 35   | 16   | 11   | –    | 24   | 86   | –    | –    | –    |
| Lombardei-Rundfahrt      | 50   | –    | 4    | 71   | DNF  | 20   | 5    | 29   | DNF  | 82   | 58   | –    | –    |      |